# Iberis simplex
Iberis simplex är en korsblommig växtart som beskrevs av Dc. Iberis simplex ingår i släktet iberisar, och familjen korsblommiga växter. Inga underarter finns listade i Catalogue of Life.

## Bildgalleri

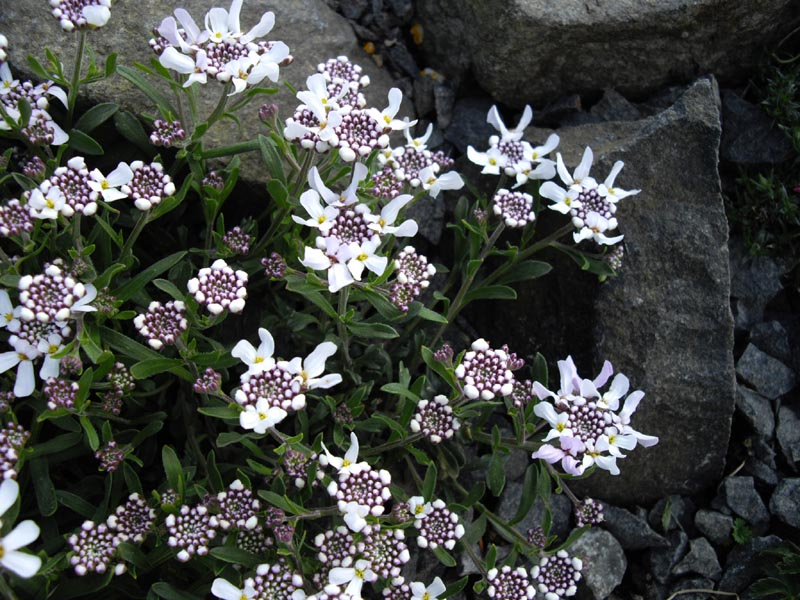
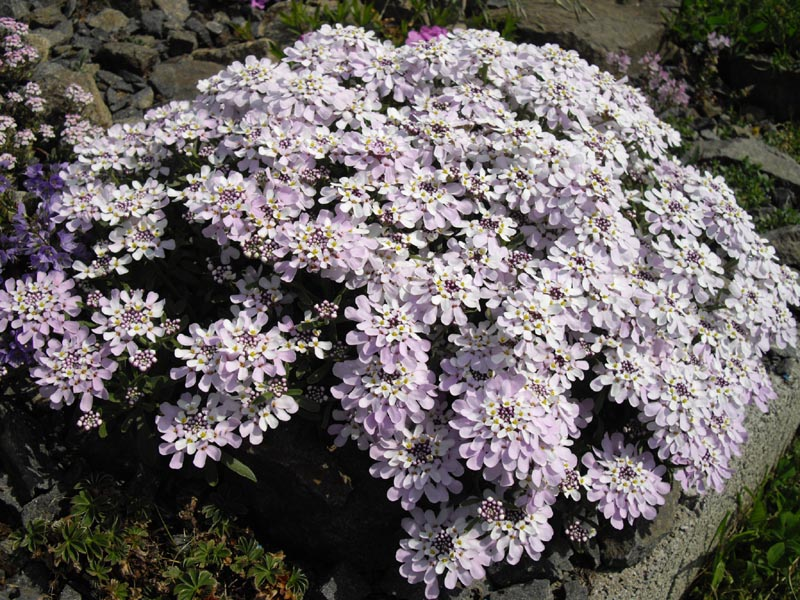
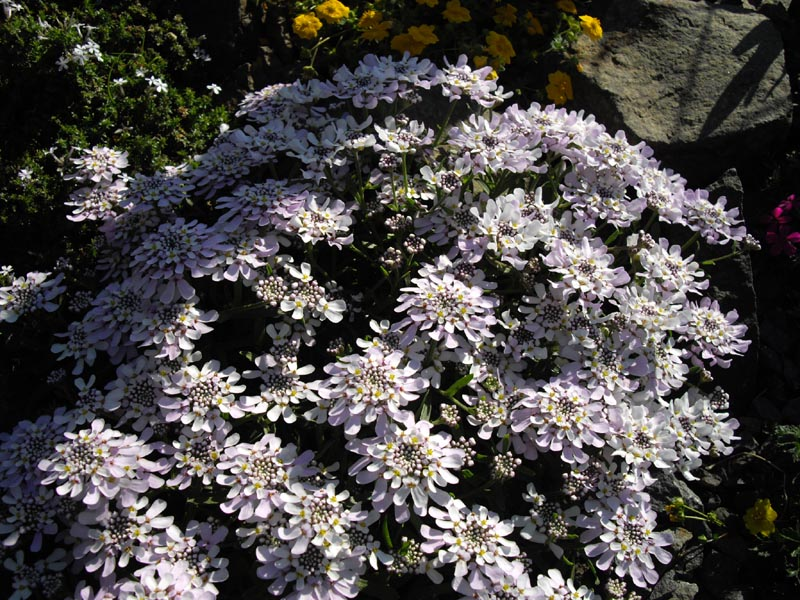
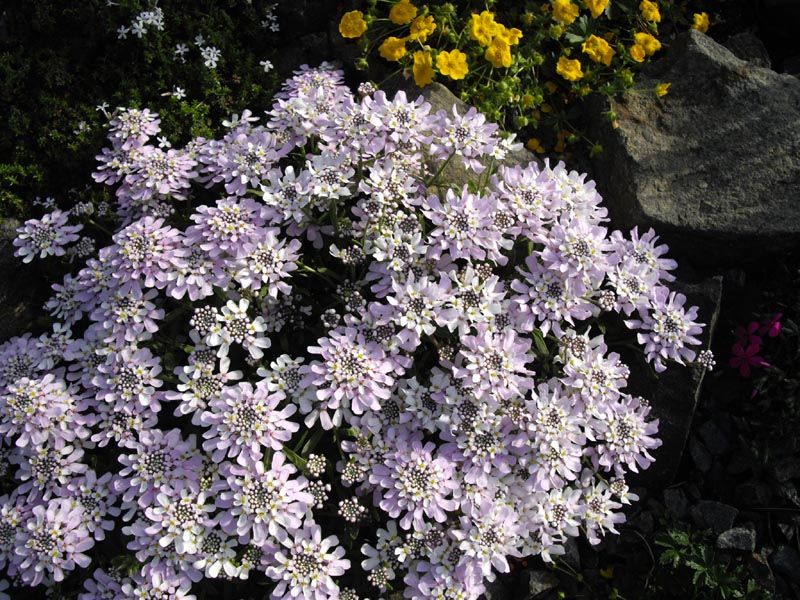
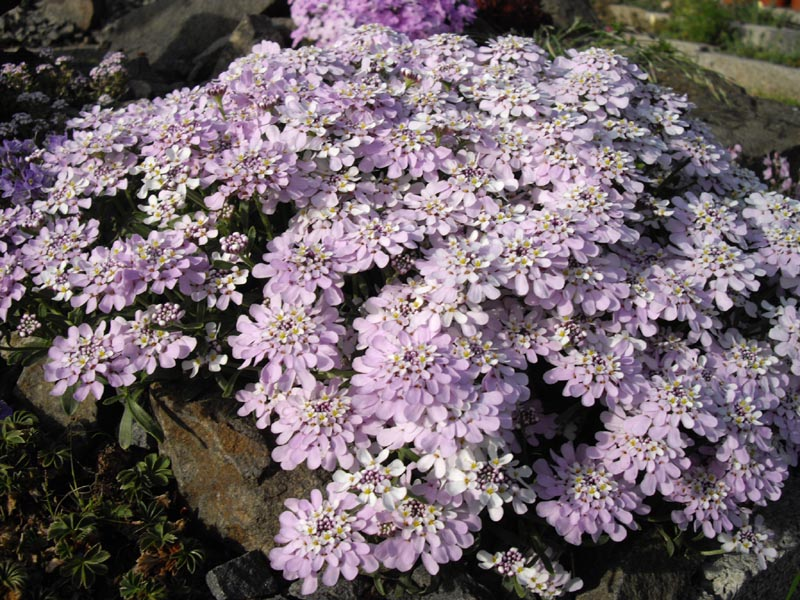
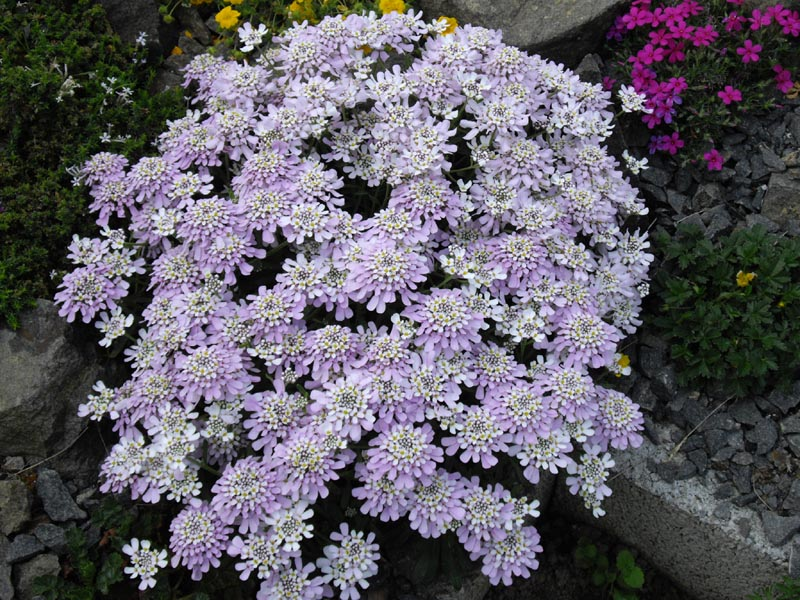